# 赣绣
赣绣，又名江西绣，江西省南昌市的一种民间艺术。最早起源于民间闺房的“女红绣”，当时名叫豫章绣，用于民间日用品较多。1949年解放后，改名赣绣，当时已经开始用艺术的形式表达刺绣文化，并在民间流传。2011年，被东湖区批为区级非物质文化遗产项目。赣绣与其他绣种相比，独特之处在于“以针为笔、以线为墨”，根据画面内容运用多种针法灵活变化组合，使画面近实远虚、层次分明且具有鲜明的立体感。